# Diego Brandão
Pour les articles homonymes, voir Brandão (homonymie).
Diego Pereira Brandão, né le 27 mai 1987 à Fortaleza au Brésil, est un pratiquant d'arts martiaux mixtes brésilien actuellement en compétition dans la catégorie des poids légers. Professionnel depuis 2005, il a été sous contrat avec plusieurs organisations dont l' Ultimate Fighting Championship, la Rizin Fighting Federation et la Fight Nights Global. Il a remporté l'émission The Ultimate Fighter: Team Bisping vs. Team Miller.

## Carrière en arts martiaux mixtes

### Début de carrière
Brandão fait ses débuts en MMA contre Michel Bastos en gagnant par soumission. Il remporte deux des trois combats suivants et finit par affronter le vétéran de l'UFC Ronys Torres. Il perd par TKO. Après plusieurs affrontements dont il sort victorieux, il est opposé à un autre vétéran de l'UFC, Brian Foster. Il gagne par KO au premier round. Il remporte six de ses dix combats suivants et finit part signer avec l'UFC.
Brandão rejoindra plus tard la salle d'entrainement Jackson's MMA, située à Albuquerque.

### Carrière à l'UFC

#### Émission The Ultimate Fighter: Team Bisping vs. L'équipe Miller
Brandão signe avec l' UFC en 2011 pour participer à The Ultimate Fighter: Team Bisping vs. L'équipe Miller. Il est le premier choix des poids plume de l' équipe Bisping. Dans le premier épisode, Brandão est opposé à Jesse Newell afin de pouvoir entrer dans la maison Ultimate Fighter. Brandão sor victorieux en battant Newell par KO au premier round.
Brandão remporte successivement ses combats contre Marcus Brimage et Steven Siler . En demi-finale, il affronte l'ancien combattant du WEC, Bryan Caraway. Brandão gagne par KO au premier round avec un coup de genou sauté. En finale, le 3 décembre 2011, Brandão bat Dennis Bermudez par soumission (clef de bras) à la première reprise dans une opposition où il a été malmené au sol. Il s'agit de ses débuts officiels à l'UFC. Avec sa performance, Brandão reçoit la récompense Fight of the Night et Submission of the Night, lui donnant un total de 80 000 $ en bonus. Au cours de l'interview d'après-combat, Diego déclare à sa mère : «La seule chose que j'ai en tête [est] de lui acheter [une] maison».

#### Combats à l'UFC
Brandão est opposé à Darren Elkins le 26 mai 2012 lors de l'UFC 146. Il perd le combat par décision unanime.
Brandão gagne par décision unanime contre Joey Gambino le 13 octobre 2012 lors de l'UFC 153.
Brandão affronte Pablo Garza le 6 avril 2013 lors de l'UFC sur Fuel TV 9 et remporte le combat.
Brandão gagne par décision unanime contre Daniel Pineda le 17 août 2013 à l'UFC Fight Night 26.
Brandão affronte Dustin Poirier le 28 décembre 2013 à l'UFC 168. La pesée eu lieu dans une atmosphère chargée, Poirier affirmant que Brandão avait menacé de «[le] poignarder». Brandão est pesé à 153 livres, soit sept livres de plus que la limite acceptée de 146 livres pour un combat poids plume sans titre. Il a essayé de perdre du poids dans l'heure suivante mais n'a pas pu descendre en-dessous de 151,5 livres. Il a été condamné à une amende correspondant à 25 pour cent de sa bourse ; le combat eut lieu comme prévu. Il perd le combat par TKO au premier round.
Brandão devait affronter Will Chope le 23 mars 2014 à l'UFC Fight Night 38. Le combat est cependant annulé après que l'UFC prenne connaissance de documents indiquant que Chope avait été renvoyé de l'United States Air Force pour violences conjugales envers son ex-femme. Chope est alors contraint de quitter l'organisation.
Brandão devait affronter Brian Ortega le 31 mai 2014, lors de la finale de The Ultimate Fighter Brazil 3.
Brandão s'est retiré du combat dans les jours qui ont précédé l'événement, invoquant une blessure. Le combat a été retiré de la carte.
Brandão affronte Conor McGregor le 19 juillet 2014 à l'UFC Fight Night 46, en remplacement de Cole Miller qui est alors blessé.
Brandão perd le combat par TKO au premier round.

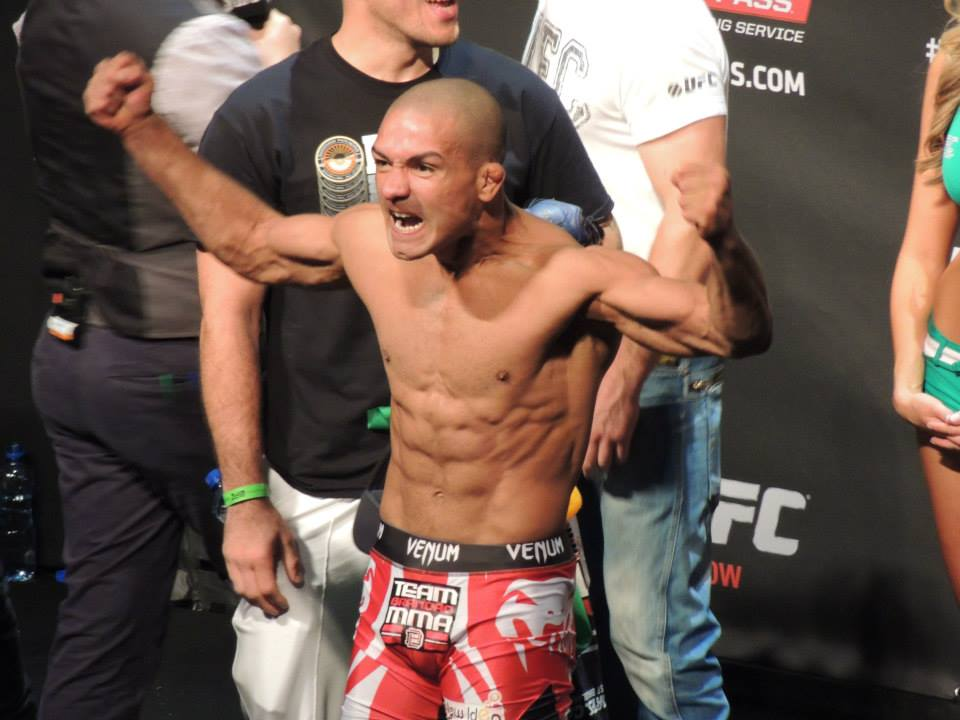
Diego Brandão lors de la pesée à l'UFC Fight Night Dublin 2014

Brandão devait initialement affronter Jimy Hettes le 31 janvier 2015, à l'UFC 183. Le combat est annulé juste avant le début de l'événement, car Hettes s'est évanoui dans les vestiaires. Il est transporté à l'hôpital par précaution. Le combat est reprogrammé le 18 avril 2015, à l' UFC sur Fox 15. Brandão remporte le combat après l'arrêt du médecin entre le premier et le deuxième round.
Brandão affronte Katsunori Kikuno le 27 septembre 2015 à l'UFC Fight Night 75. Il gagne par TKO à la suite d'un arrêt de l'arbitre après avoir amené son adversaire au sol et l'avoir submergé de coups de poing. Cette victoire lui a permis d'obtenir sa première récompense Performance of the Night.
Brandão affronte Brian Ortega le 2 janvier 2016 à l'UFC 195. Après avoir contrôlé les deux premiers rounds en restant debout, Brandão perd le combat par soumission au troisième round.
Le 15 janvier 2016 Brandao est testé positif à la marijuana à la suite d'un test réalisé le 2 janvier. Le 28 avril 2016, son contrat avec l'UFC est rompu après son arrestation. Il est accusé d'avoir frappé plusieurs personnes. Il s'arrête avec un palmarès de six victoires pour quatre défaites au sein de l'organisation,.

### Fight Nights Global
Le 20 octobre 2016, Brandão signe un contrat avec l'organisation Fight Nights Global pour affronter le combattant russe Rasul Mirzaev. Le combat est annulé le 3 décembre après le retrait de Mirzaev pour une raison restée inconnue. Brandão bat Murad Machaev le 28 janvier 2017 lors de la Fight Nights 58.
Son dernier combat au sein de cette organisation a lieu le 4 septembre 2017 contre Akhmed Aliev.

### Rizin Fighting Federation
Brandão rejoint l'organisation Rizin Fighting Federation et y effectue deux combats, le 29 juillet 2018 et le 30 septembre 2018

### Absolute Championship Akhmat
Brandão rejoint l'organisation Absolute Championship Akhmat et y réalise son premier combat le 8 juin 2019.
Brandão affronte Salman Zhamaldaev le 26 mars 2021 à l' ACA 120 : Oliveira vs. Bibulatov. Après avoir fait trébucher Salman au deuxième round, Diego est disqualifié pour avoir donné un coup de pied à la tête alors que le genou de son adversaire était au sol. Salman n'ayant pas pu continuer le combat, celui-ci s'est soldé par une défaite par disqualification pour Brandão.

## Distinctions et records
- Ultimate Fighting Championship
  - Gagnant du tournoi dans la catégorie des poids plumes de l' Ultimate Fighter 14
  - Fight of the Night (une fois)
  - Submission of the Night (une fois)
  - Performance of the Night (une fois)
  - Premier Brésilien à remporter The Ultimate Fighter
- Sherdog
  - 'Submission of the Year' 2017 - Top 5 List #5 vs. Mourad Machaev [26]

## Palmarès en arts martiaux mixtes
| 43 combats           | 25 victoires | 18 défaites |
| Par KO               | 14           | 8           |
| Par soumission       | 6            | 2           |
| Sur décision         | 5            | 7           |
| Par disqualification | 0            | 1           |

| Résultat | Record | Adversaire         | Méthode                               | Événement                                                 | Date              | Round | Temps | Lieu                                 | Notes |
| -------- | ------ | ------------------ | ------------------------------------- | --------------------------------------------------------- | ----------------- | ----- | ----- | ------------------------------------ | --- |
| Défaite  | 25-18  | Salman Zhamaldaev  | Décision (Majoritaire)                | ACA 127: Khasbulaev vs. Kishev                            | 28 août 2021      | 3     | 5:00  | Krasnodar, Russie                    | |
| Défaite  | 25–17  | Salman Zhamaldaev  | DQ (coup de pied illégal)             | ACA 120: Froes vs. Khasbulaev                             | 26 mars 2021      | 2     | 1:05  | Saint-Pétersbourg (Russie)           | |
| Défaite  | 25–16  | Dzhihad Yunusov    | Décision (Unanime)                    | ACA 112: Oliveira vs. Dudaev                              | 4 octobre 2020    | 3     | 5:00  | Grozny (Russie)                      | |
| Défaite  | 25–15  | Marat Balaev       | Décision (partagée)                   | ACA 103: Yagshimuradov vs. Butorin                        | 14 décembre 2019  | 3     | 5:00  | Saint-Pétersbourg (Russie)           | |
| Victoire | 25–14  | Dzhihad Yunusov    | Décision (partagé)                    | ACA 100: Zhamaldaev vs. Froes 2                           | 4 octobre 2019    | 3     | 5:00  | Grozny (Russie)                      | |
| Défaite  | 24–14  | Marcin Held        | Décision (unanime)                    | ACA 96: Goncharov vs. Johnson                             | 8 juin 2019       | 3     | 5:00  | Łódź (Pologne)                       | |
| Victoire | 24–13  | Vener Galiev       | TKO (arrêt du médecin)                | RCC 5                                                     | 15 décembre 2018  | 1     | 0:50  | Iekaterinbourg (Russie)              | |
| Défaite  | 23–13  | Daron Cruickshank  | KO (genou sauté)                      | Rizin 13                                                  | 30 septembre 2018 | 2     | 0:17  | Saitama (Japon)                      | |
| Victoire | 23–12  | Satoru Kitaoka     | KO (poings)                           | Rizin 11                                                  | 29 juillet 2018   | 1     | 1:38  | Saitama (Japon)                      | |
| Défaite  | 22–12  | Akhmed Aliev       | TKO (abandon)                         | Fight Nights Global 73: Aliev vs. Brandão                 | 4 septembre 2017  | 2     | 3:34  | Kaspiisk (Russie)                    | Brandão a quitté la cage à la mi-combat.                                                                      |
| Victoire | 22–11  | Vener Galiev       | KO (poings)                           | Fight Nights Global 67: Brandão vs. Galiev                | 25 mai 2017       | 1     | 0:39  | Iekaterinbourg (Russie)              | |
| Victoire | 21–11  | Murad Machaev      | Soumission (clef de bras)             | Fight Nights Global 58: Brandão vs. Machaev               | 28 janvier 2017   | 2     | 0:58  | Kaspiisk (Russie)                    | |
| Défaite  | 20–11  | Brian Ortega       | Soumission (étranglement en triangle) | UFC 195                                                   | 16 janvier 2016   | 3     | 3:58  | Las Vegas (États-Unis)               | |
| Victoire | 20–10  | Katsunori Kikuno   | TKO (poings)                          | UFC Fight Night: Barnett vs. Nelson                       | 27 septembre 2015 | 1     | 0:28  | Saitama (Japon)                      | Performance of the Night.                                                                                     |
| Victoire | 19–10  | Jimy Hettes        | TKO (arrêt du médecin)                | UFC on Fox: Machida vs. Rockhold                          | 18 avril 2015     | 1     | 5:00  | Newark, New Jersey (États-Unis)      | |
| Défaite  | 18–10  | Conor McGregor     | TKO (poings)                          | UFC Fight Night: McGregor vs. Brandao                     | 19 juillet 2014   | 1     | 4:05  | Dublin (Irlande)                     | |
| Défaite  | 18–9   | Dustin Poirier     | KO (poings)                           | UFC 168                                                   | 28 décembre 2013  | 1     | 4:54  | Las Vegas (États-Unis)               | |
| Victoire | 18–8   | Daniel Pineda      | Décision (unanime)                    | UFC Fight Night: Shogun vs. Sonnen                        | 17 août 2013      | 3     | 5:00  | Boston (États-Unis)                  | |
| Victoire | 17–8   | Pablo Garza        | Soumission (étranglement en triangle) | UFC on Fuel TV: Mousasi vs. Latifi                        | 6 avril 2013      | 1     | 3:27  | Stockholm (Suède)                    | |
| Victoire | 16–8   | Joey Gambino       | Décision (unanime)                    | UFC 153                                                   | 13 octobre 2012   | 3     | 5:00  | Rio de Janeiro (Brésil)              | |
| Défaite  | 15–8   | Darren Elkins      | Décision (unanime)                    | UFC 146                                                   | 26 mai 2012       | 3     | 5:00  | Las Vegas (États-Unis)               | |
| Victoire | 15–7   | Dennis Bermudez    | Soumission (clef de bras)             | The Ultimate Fighter: Team Bisping vs. Team Miller Finale | 3 décembre 2011   | 1     | 4:51  | Las Vegas (États-Unis)               | Remporte le tournoi des poids plumes de The Ultimate Fighter 14. Submission of the Night. Fight of the Night. |
| Victoire | 14–7   | Nick Buschman      | KO (genou sauté et poings)            | ECSC - Friday Night Fights 2                              | 11 février 2011   | 1     | 2:14  | Clovis, Nouveau-Mexique (États-Unis) | |
| Victoire | 13–7   | Richard Villa      | Submission (rear-naked choke)         | Jackson's MMA Series 3                                    | 18 décembre 2010  | 2     | 3:31  | Albuquerque (États-Unis)             | |
| Victoire | 12–7   | Michael Casteel    | KO (poing)                            | ECSC - Evolution 1                                        | 30 octobre 2010   | 1     | 0:30  | Clovis, Nouveau-Mexique (États-Unis) | |
| Défaite  | 11-7   | Ururahy Rodrigues  | Décision (unanime)                    | UWC-Judgement Day                                         | 22 mai 2010       | 3     | 5:00  | Fairfax, Virginie (États-Unis)       | |
| Victoire | 11–6   | Derek Campos       | Décision (partagé)                    | KOK 8 - The Uprising                                      | 27 février 2010   | 3     | 5:00  | Austin, Texas (États-Unis)           | |
| Défaite  | 10–6   | Gert Kocani        | TKO (poings)                          | RIE 2 - Battle at the Burg 2                              | 30 janvier 2010   | 2     | 3:30  | Penn Laird (États-Unis)              | |
| Défaite  | 10–5   | Ran Weathers       | TKO (poing)                           | SWC 7 - Discountenance                                    | 20 juin 2009      | 1     | 2:56  | Frisco, Texas (États-Unis)           | |
| Victoire | 10–4   | Fernando Vieira    | TKO (poings)                          | Mr. Cage 2                                                | 27 mars 2009      | 2     | 3:31  | Manaus (Brésil)                      | |
| Victoire | 9–4    | James King         | Soumission (étranglement arrière)     | KOK 5 - Season's Beatings                                 | 22 novembre 2008  | 1     | 1:53  | Austin, Texas (États-Unis)           | |
| Défaite  | 8–4    | Matt Veach         | TKO (blessure)                        | Pro Battle MMA - Immediate Impact                         | 14 octobre 2008   | 2     | 1:28  | Springdale, Arkansas (États-Unis)    | |
| Victoire | 8–3    | Brian Foster       | KO (poings)                           | TAP Entertainment - Fight Night                           | 27 juin 2008      | 1     | 1:34  | Sallisaw (États-Unis)                | |
| Victoire | 7–3    | Orlean Smith       | TKO (poings)                          | Amazon Tribal Kombat 1                                    | 29 mars 2008      | 1     | 3:18  | Manaus (Brésil)                      | |
| Défaite  | 6–3    | Jorge Clay         | Décision (unanime)                    | Amazon Challenge 2                                        | 1er mars 2008     | 3     | 5:00  | Manaus (Brésil)                      | |
| Victoire | 6–2    | Fabiano Silva      | Décision (partagée)                   | Amazon Challenge                                          | 29 septembre 2007 | 3     | 5:00  | Manaus (Brésil)                      | |
| Victoire | 5–2    | Juarez Harles      | KO (poing)                            | Amazon Challenge                                          | 29 septembre 2007 | 1     | 1:27  | Manaus (Brésil)                      | |
| Victoire | 4–2    | Arilson Paixao     | TKO (poings)                          | Cassino Fight 4                                           | 15 septembre 2007 | 1     | 2:11  | Manaus (Brésil)                      | |
| Défaite  | 3–2    | Ronys Torres       | TKO (poing)                           | Cassino Fight 3                                           | 21 avril 2007     | 2     | N/A   | Brésil                               | |
| Défaite  | 3–1    | Daniel Trindade    | Soumission (étranglement arrière)     | Roraima Combat 3                                          | 1er avril 2007    | 3     | 2:25  | Boa Vista (Brésil)                   | |
| Victoire | 3–0    | Jorge Dalton       | TKO (poings)                          | Manaus Moderna Fight                                      | 28 mars 2007      | 1     | N/A   | Manaus (Brésil)                      | |
| Victoire | 2–0    | Elifrank Cariolano | TKO (poings)                          | Cassino Fight                                             | 16 décembre 2006  | 1     | 3:41  | Manaus (Brésil)                      | |
| Victoire | 1–0    | Michel Addario     | Soumission (étranglement)             | Mega Combat Vale Tudo                                     | 1er octobre 2005  | 3     | 3:20  | Belém (Brésil)                       | |

Palmarès MMA - combats d'exhibition lors de l'Ultimate Fighter: Team Bisping vs. Team Miller
| Résultat | Record | Adversaire    | Méthode     | Événement                                          | Date                                  | Round | Temps | Lieu                   | Notes                    |
| -------- | ------ | ------------- | ----------- | -------------------------------------------------- | ------------------------------------- | ----- | ----- | ---------------------- | ------------------------ |
| Victoire | 3–0    | Bryan Caraway | KO (poings) | The Ultimate Fighter: Team Bisping vs. Team Miller | 16 novembre 2011 (date de diffusion)  | 1     | 4:15  | Las Vegas (États-Unis) | Demi-finale.             |
| Victoire | 2–0    | Steven Siler  | KO (poings) | The Ultimate Fighter: Team Bisping vs. Team Miller | 2 novembre 2011 (date de diffusion)   | 1     | 0:30  | Las Vegas (États-Unis) | Quart de finale.         |
| Victoire | 1–0    | Jesse Newell  | KO (poings) | The Ultimate Fighter: Team Bisping vs. Team Miller | 21 septembre 2011 (date de diffusion) | 1     | 0:47  | Las Vegas (États-Unis) | Combat de qualification. |